# Noël en Autriche
 (juillet 2022).
La mise en forme du texte ne suit pas les recommandations de Wikipédia : il faut le « wikifier ».
Les points d'amélioration suivants sont les cas les plus fréquents. Le détail des points à revoir est peut-être précisé sur la page de discussion.
- Les titres sont pré-formatés par le logiciel. Ils ne sont ni en capitales, ni en gras.
- Le texte ne doit pas être écrit en capitales (les noms de famille non plus), ni en gras, ni en italique, ni en « petit »…
- Le gras n'est utilisé que pour surligner le titre de l'article dans l'introduction, une seule fois.
- L'italique est rarement utilisé : mots en langue étrangère, titres d'œuvres, noms de bateaux, etc.
- Les citations ne sont pas en italique mais en corps de texte normal. Elles sont entourées par des guillemets français : « et ».
- Les listes à puces sont à éviter, des paragraphes rédigés étant largement préférés. Les tableaux sont à réserver à la présentation de données structurées (résultats, etc.).
- Les appels de note de bas de page (petits chiffres en exposant, introduits par l'outil «  Source ») sont à placer entre la fin de phrase et le point final[comme ça].
- Les liens internes (vers d'autres articles de Wikipédia) sont à choisir avec parcimonie. Créez des liens vers des articles approfondissant le sujet. Les termes génériques sans rapport avec le sujet sont à éviter, ainsi que les répétitions de liens vers un même terme.
- Les liens externes sont à placer uniquement dans une section « Liens externes », à la fin de l'article. Ces liens sont à choisir avec parcimonie suivant les règles définies. Si un lien sert de source à l'article, son insertion dans le texte est à faire par les notes de bas de page.
- La présentation des références doit suivre les conventions bibliographiques. Il est recommandé d'utiliser les modèles {{Ouvrage}}, {{Chapitre}}, {{Article}}, {{Lien web}} et/ou {{Bibliographie}}. Le mode d'édition visuel peut mettre en forme automatiquement les références.
- Insérer une infobox (cadre d'informations à droite) n'est pas obligatoire pour parachever la mise en page.

Pour une aide détaillée, merci de consulter Aide:Wikification.
Si vous pensez que ces points ont été résolus, vous pouvez retirer ce bandeau et améliorer la mise en forme d'un autre article.

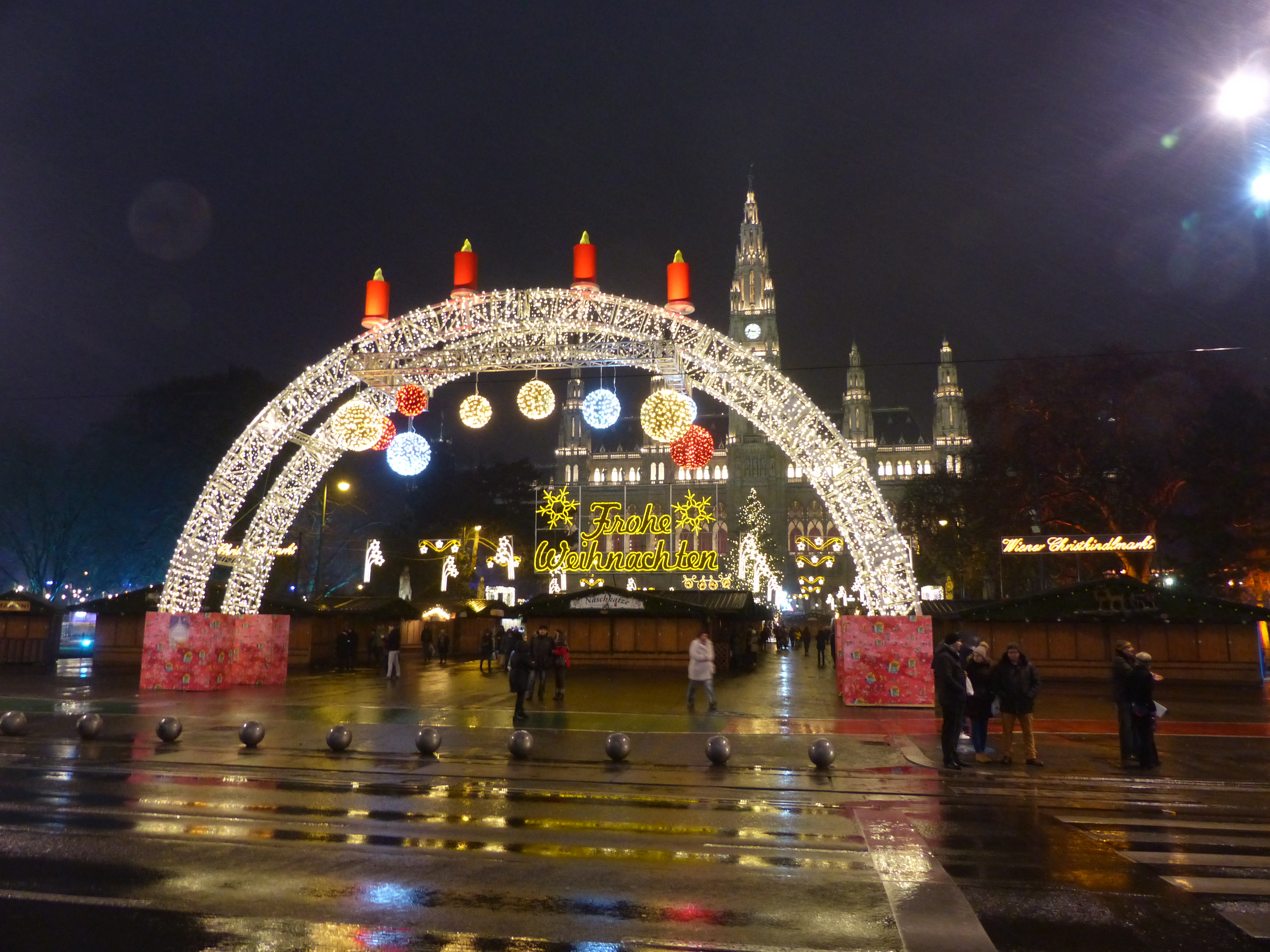
Le marché de Noël devant l'hôtel de ville de Vienne

Cet article détaille les principales traditions de Noël en Autriche, ainsi que les aspects historiques et socio-économiques liés à cette fête dans ce pays.

## Généralités
Les traditions de Noël en Autriche présentent de nombreuses similitudes avec les traditions allemandes, mais ont également des points communs avec celles des régions alpines voisines.

## Formulation des vœux

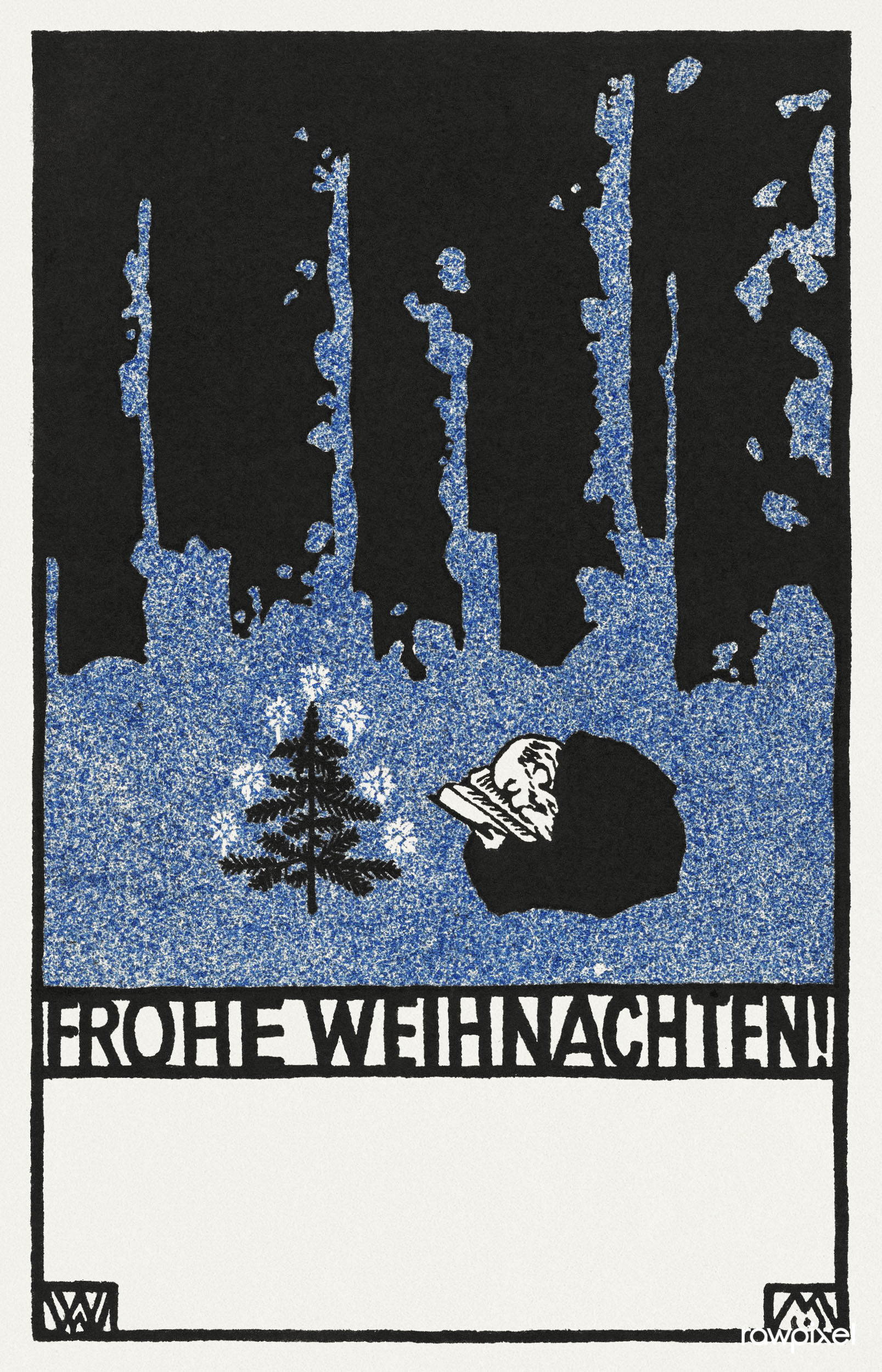
Formulation pour "Joyeux Noël" dans une carte de Noël réalisée en 1907 par l'illustrateur autrichien Moritz Jung

La langue officielle de l'Autriche étant l'allemand, les vœux les plus courants sont Frohe Weihnachten! ou Fröhliche Weihnachten!

## Traditions populaires

### La tradition de la crèche en Autriche

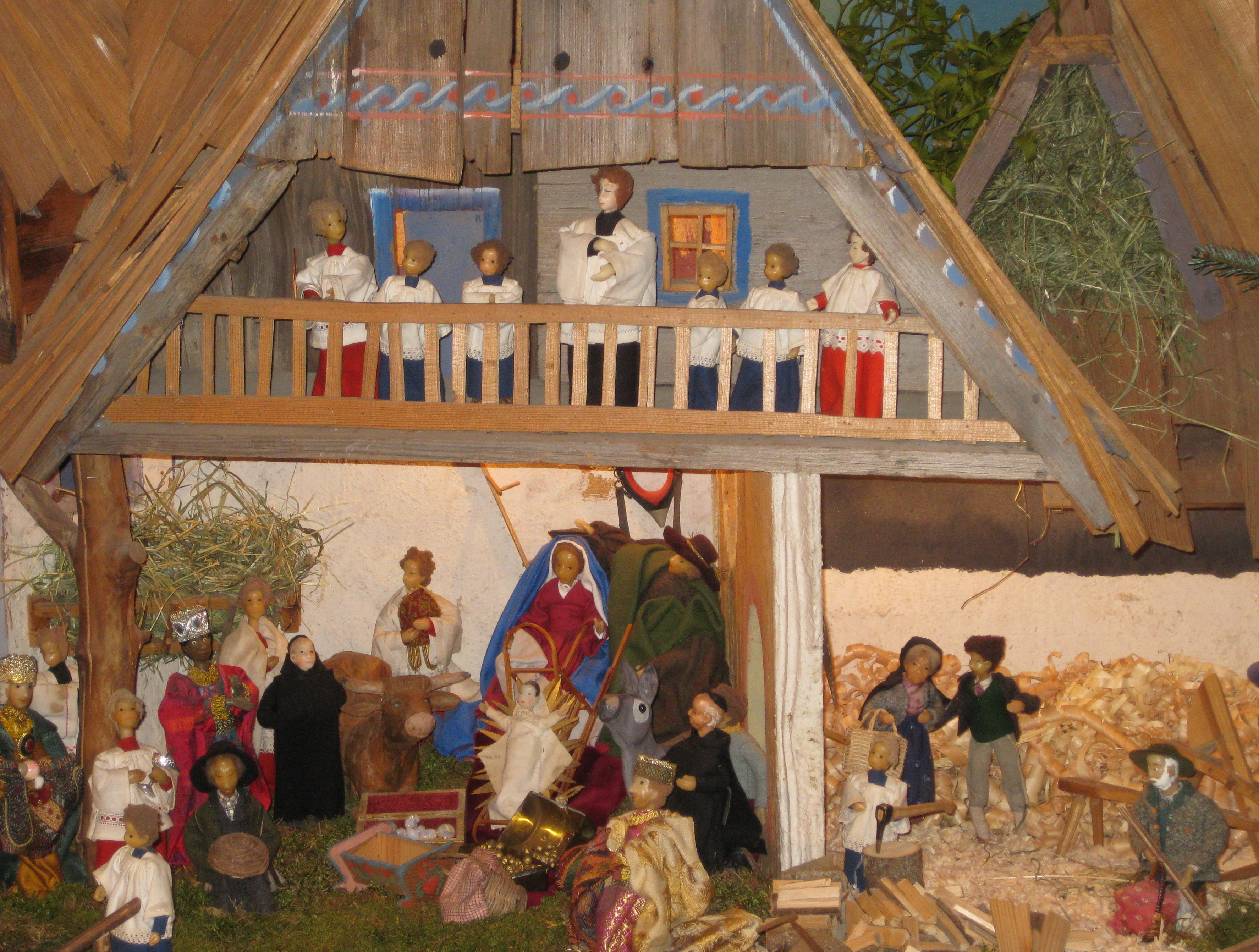
Crèche de Noël à l'abbaye de Seckau, en Styrie

En Autriche, la tradition de la crèche de Noël (en allemand: Weihnachtskrippe, Christkrippe ou simplement Krippe) a été introduite par les Italiens au XVIe siècle. Cette tradition était initialement présente dans les églises franciscaines et jésuites.
La première crèche documentée du pays fut installée en 1609 à Innsbruck.
La tradition s'est progressivement répandue dans tout le pays et au XVIIIe siècle, des différences régionales sont apparues.
En 1782, le futur empereur Joseph II interdit aux églises d'installer des crèches publiques en leur sein,. La tradition s'étend néanmoins aux cercles familiaux, et les artisans commencent à créer des crèches paysagères . Malgré l'interdiction en vigueur, on rapporte l'existence d'une crèche dans une église viennoise en 1787.
À la fin du XIXe siècle, la présence de crèches à l'entrée des marchés de Noël devient commune, à tel point qu'un Krippenmarkt est installé dans le quartier du Graben à Vienne. À partir des années 1920, la crèche est progressivement supplantée par le sapin de Noël: le même Krippenmarkt à Graben est remplacé par le Christmarkt en 1827.
La tradition de la crèche est très présente dans les vallées du Tyrol, notamment dans l'Alpbachtal, dans l'Außerfern, dans les villages proches d'Innsbruck et dans le Pitztal.
Dans le Land de Salzbourg, le Kripperlroas est un circuit traditionnel permettant de visiter plusieurs crèches, dont celles du marché de Salzbourg et du Salzburger Heimaatwerk.

### La tradition du sapin de Noël en Autriche

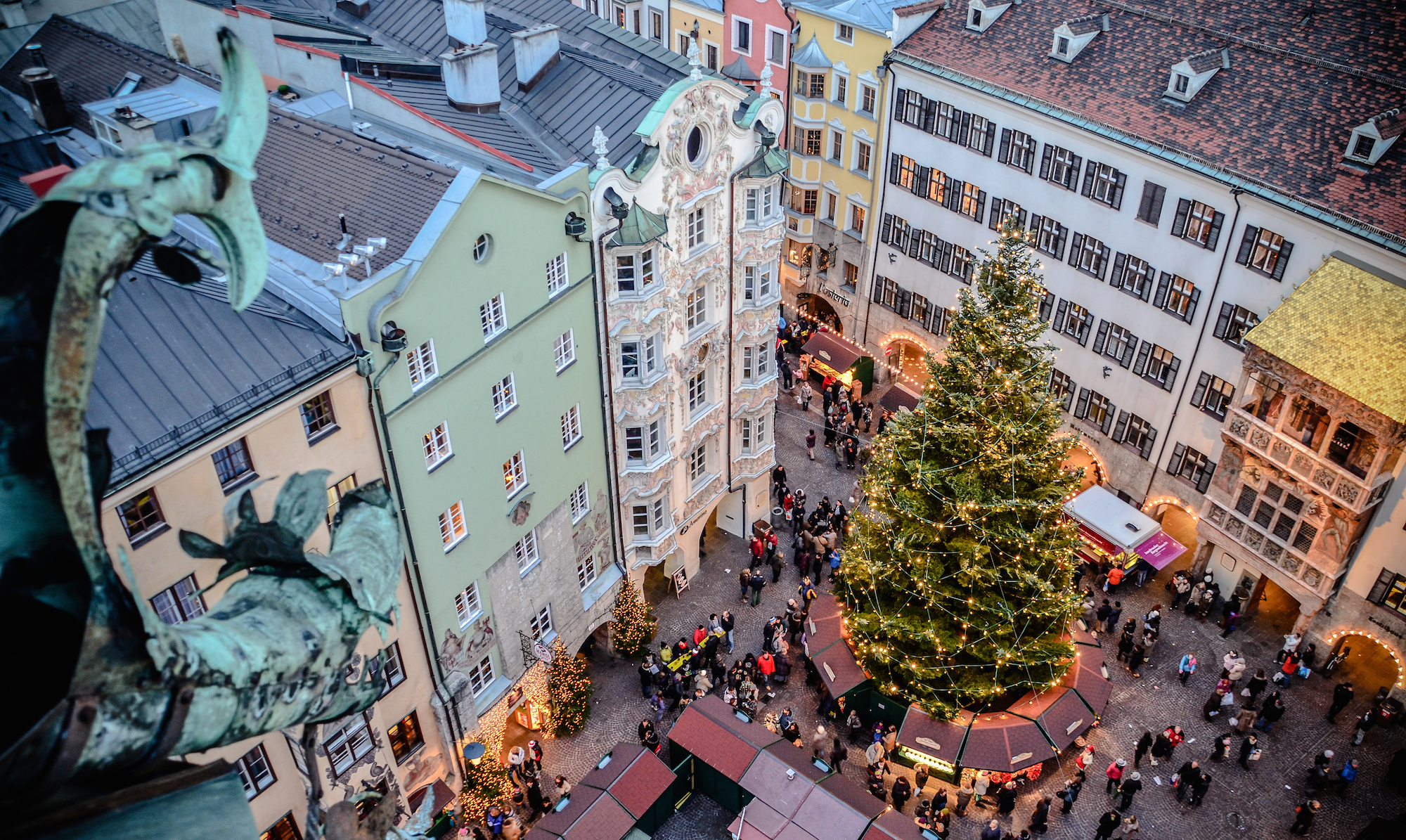
Sapin de Noël devant le Goldenes Dachl, à Innsbruck

La première mention d'un arbre de Noël en Autriche date de 1813, à Graz, où la coutume fut importée par des immigrants et des réfugiés allemands fuyant la guerre. À Vienne, la tradition du sapin de Noël est évoquée pour la première fois en 1814: le sapin est érigé au no 1 du Hoher Markt, dans la maison du baron et banquier Nathan von Arnstein et de sa femme Fanny, originaires de Berlin, qui avaient importé cette tradition d'Europe du Nord,. C'est un policier, présent parmi les invités de la fête,, qui mentionne cette coutume et la désigne sous le nom de Christbaumfest nach Berliner Sitte, soit « la fête de l'arbre de Noël selon la coutume berlinoise ».
Deux ans plus tard, la présence d'un arbre de Noël est également attestée dans la maison de l'archiduc Charles.
À partir de 1827 ou 1829, la vente d'arbres de Noël sur les marchés de Noël viennois, se répand, mais la tradition semble déjà courante parmi la population de la capitale autrichienne.
Dans de nombreuses familles autrichiennes, l'arbre de Noël reste jusqu'au jour de la Chandeleur (2 février).

### Personnages du folklore

#### Distribution des cadeaux
Traditionnellement, le personnage qui offre les cadeaux, en Autriche, outre le Père Noël moderne, est le Christkind, un enfant aux cheveux d'or qui symbolise l'Enfant Jésus. Selon la croyance populaire, c'est Christkind lui-même qui décore l'arbre de Noël.
Pendant la période de l'Avent, les traditions autour du personnage de saint Nicolas, accompagné de personnages démoniaques, est également très répandue.
En Carinthie, dans la nuit du 5 au 6 janvier, apparaît un autre personnage traditionnel: la Pechtra (ou Pehtra) Baba. Elle est représentée sous les traits d'une vieille femme vêtue de noir qui cache son visage avec un morceau de tissu et qui, selon la coutume, va de maison en maison, distribuant des fruits et des friandises aux enfants,.

#### Krampus

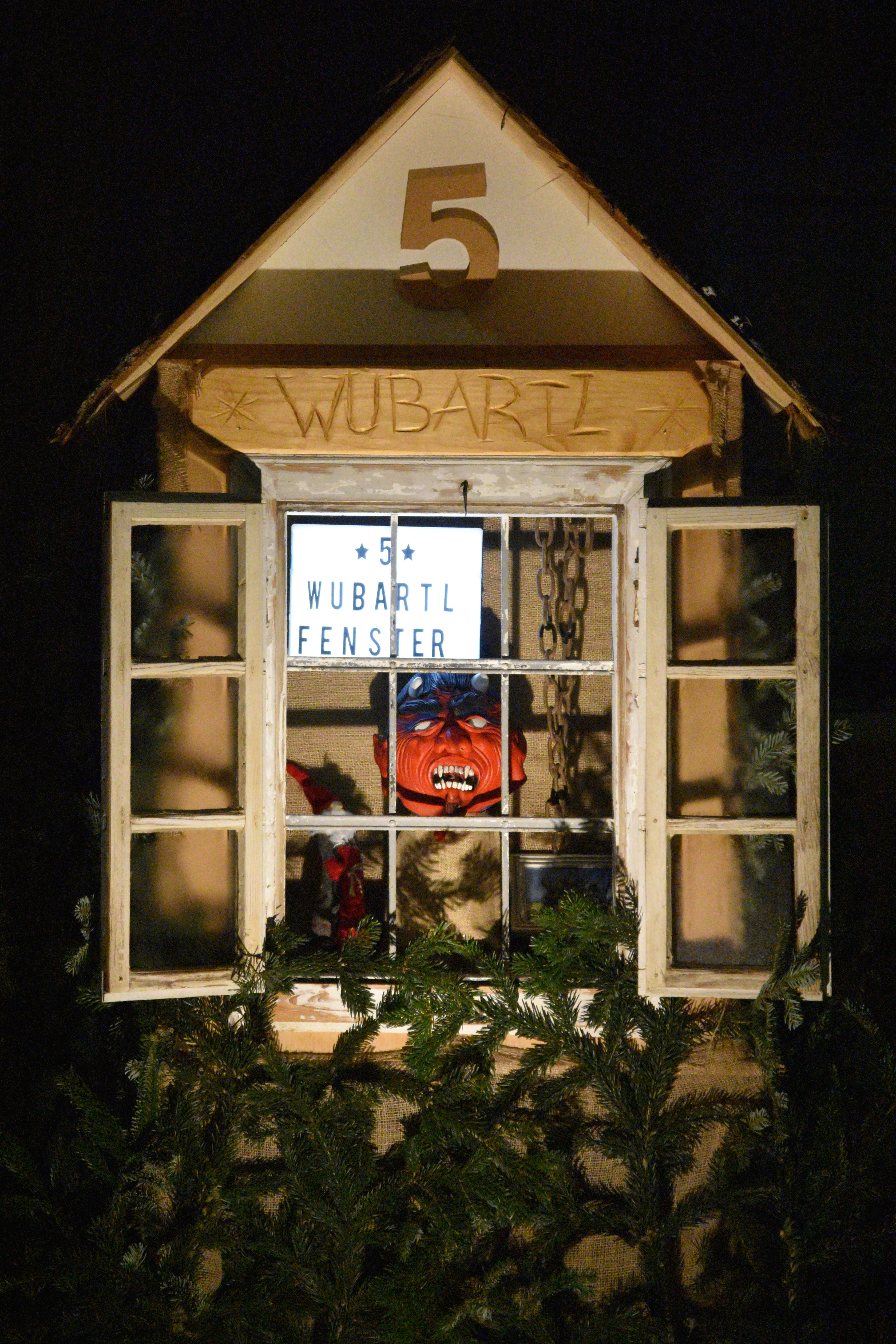
Un Krampus représenté dans une fenêtre d'un calendrier de l'Avent en Styrie

Dans le sud de l'Autriche, la tradition des Krampus est très répandue: ce sont des personnages démoniaques vêtus de fourrure et munis de fouets; ils accompagnent Saint Nicolas et cherchent à effrayer les enfants,,,,.

#### Perchten
Dans certaines régions d'Autriche, on trouve également la tradition des Perchten (singulier: Perchta ). Ces personnages aux allures démoniaques, dotés de cornes et couverts de poils, servent à chasser les esprits de l'hiver et  à invoquer la douceur hivernale,.
La procession des Perchten s'appelle Perchtenlauf,. Le nom de ces personnages provient de celui d'un autre personnage appelé Frau Berchta.
À Stuhlfelden, la représentation des Perchten est confiée aux danseurs Tresterer.

### La tradition des marchés de Noël en Autriche

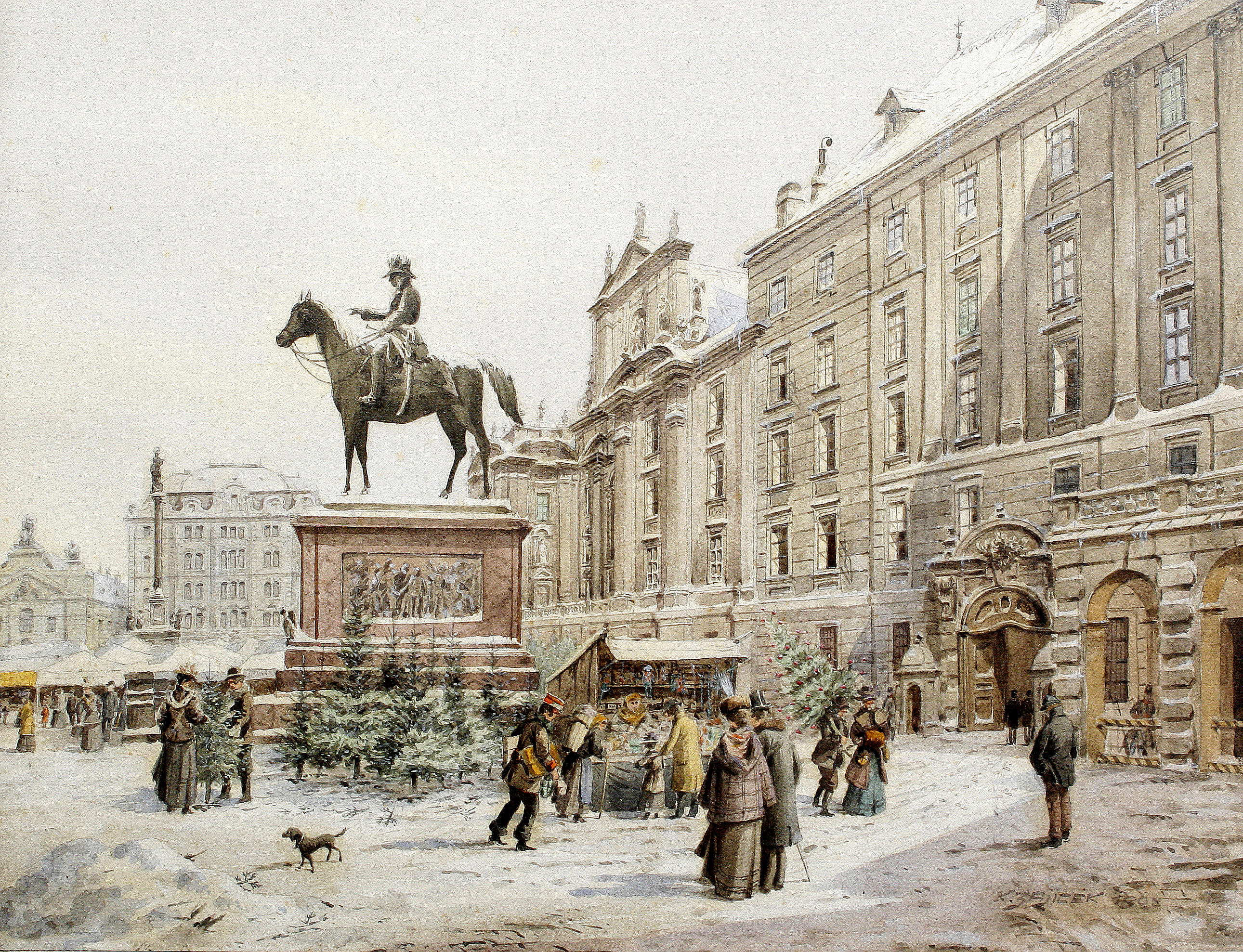
Marché de Noël à Vienne en 1908

À Salzbourg, les premières évocations d'un marché de la Saint-Nicolas, situé devant la cathédrale, datent du XVIe siècle. La tradition a été relancée en 1932, et après diverses vicissitudes et interdictions, c'est en 1974 que renaît le Salzburger Christkindmarkt,,.
À Vienne, le premier marché de Noël fut le Nikolo-, Weihnachts- und Krippenmarkt, installé sur la place Freyung en 1722.
Le marché de Noël le plus célèbre de la capitale autrichienne est celui qui se tient chaque année depuis 1959 devant la mairie.

### La tradition des chanteurs à l'Étoile en Autriche

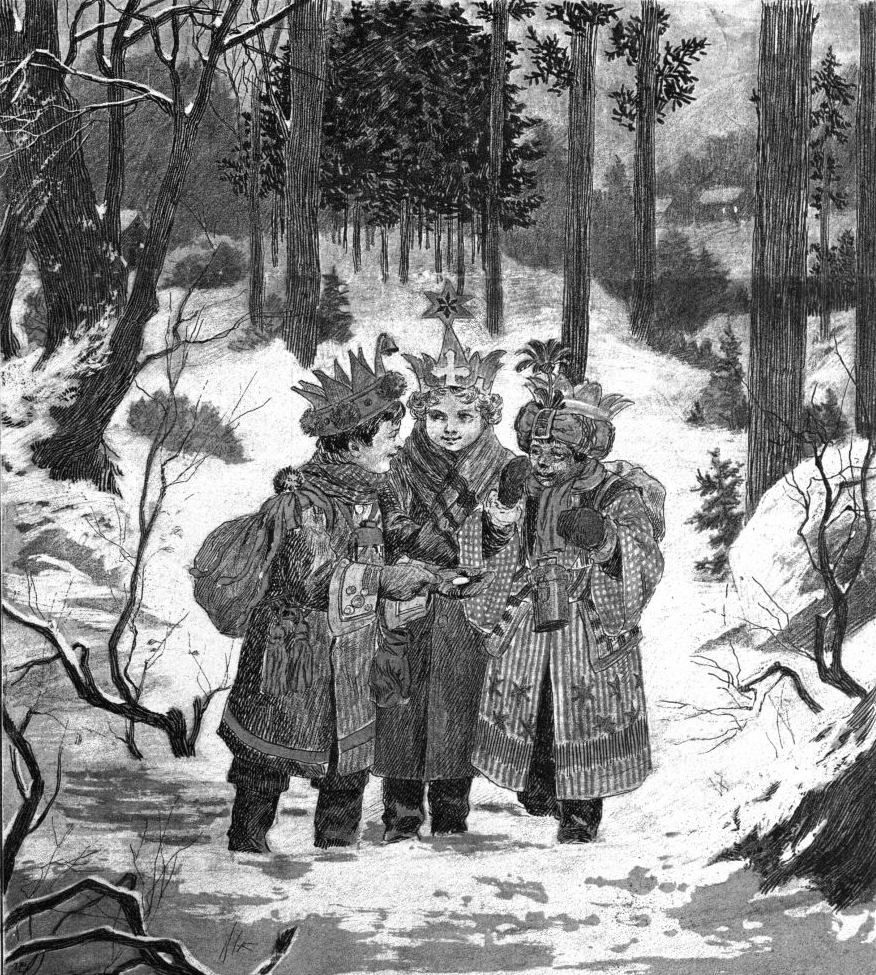
La tradition des chanteurs à l'Étoile dans une illustration parue dans un journal autrichien en 1898

En Autriche, la tradition des chanteurs à l'Étoile est très répandue.
Traditionnellement, les chanteurs à l'Étoile accompagnent d'autres personnes déguisées en rois-mages et gravent à la craie sur les portes des maisons les lettres C + M + B, qui peuvent être interprétées comme les initiales des noms des trois rois-mages, ou comme une abréviation de l'expression latine Christus mansionem benedicat, qui signifie « le Christ bénisse ta maison». Au cours de la procession, les chanteurs à l'Étoile scandent les paroles suivantes : Den Stern trag ich in euer Heim, sein Licht soll immer bei euch sein, qui signifient « J'apporte l'Étoile dans votre maison, que sa lumière reste avec vous pour toujours».
À Vienne, ces traditions ont été ressuscitées en 1946/1947 par Franz et Käthe Pollheimer afin de récolter des fonds pour la rénovation de la cathédrale Saint-Étienne, gravement endommagée par les incendies et les bombardements de la Seconde Guerre mondiale. Cinq ans plus tard, le cortège des Chanteurs à l'Étoile en route vers la cathédrale était accompagné de milliers de citoyens et par de nombreux médias: cet événement a permis de faire redécouvrir et de diffuser cette tradition auprès des jeunes catholiques.

### Rauhnächte
En Autriche, les jours qui entourent la nuit de Noël, en particulier les 24 décembre, 31 décembre et 5 janvier, auxquels on peut ajouter le 21 décembre (jour de la Saint-Thomas), sont appelés Rauhnächte, ou «nuits de fumée»,.
Selon la croyance, ces nuits étaient peuplées de démons et d'esprits maléfiques ,. Pour les chasser, le chef de famille devait désinfecter la maison et les écuries à l'aide de la fumée provenant de braises auxquelles devaient être ajoutées de l'encens, des rameaux d'oliviers utilisés à Pâques et des herbes consacrées.

### Autres traditions
Parmi les autres traditions, il y a celle des rameaux de Sainte Barbara (Barbarazweige): des branches de cerisier sont sculptées le 4 décembre, jour de la Sainte Barbara, et placées dans de l'eau chaude avec l'espoir qu'elles puissent fleurir la veille de Noël.
Depuis 1986, une tradition en Haute-Autriche consiste à apporter une lampe allumée dans la grotte de Bethléem: cette tradition s'appelle la «lumière de la paix».

## Gastronomie
La veille de Noël étant considérée par l'Église catholique comme un jour de jeûne, au cours duquel la consommation de viande est exclue,, le plat principal  est généralement la carpe frite.
Les plats de viande sont cependant très appréciés, notamment la dinde et le canard rôti, appelé pour l'occasion Weihnachtsgans (canard de Noël).
En Haute-Autriche, dans la région de Salzbourg et au Tyrol, parmi les plats typiques du dîner du réveillon de Noël, outre la carpe précitée, on trouve communément la soupe à la saucisse ( Würstelsuppe ), qui contient, outre les saucisses, des pâtes, des légumes, de la livèche et de l'épaule de bœuf, ainsi que le Buchtel, un petit pain sucré à pâte levée.

## Musique de Noël

### Chants de Noël traditionnels

#### Stille Nacht, heilige Nacht

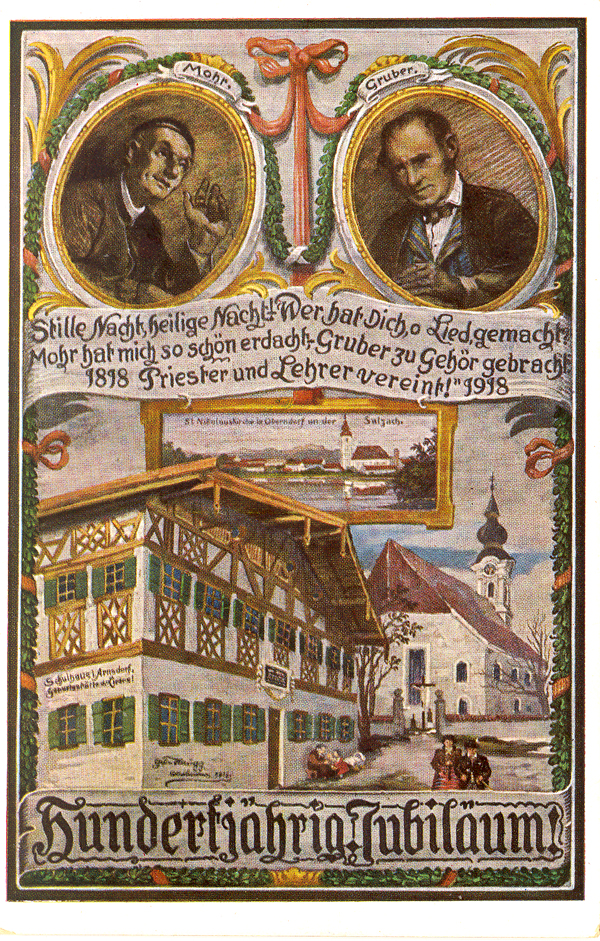
Affiche pour le centenaire de Stille Nacht, heilige Nacht

Le célèbre chant de Noël Stille Nacht, heilige Nacht, classé au patrimoine mondial de l'UNESCO et traduit en 140 langues, est originaire d'Autriche,.
Ce chant de Noël fut en effet joué pour la première fois à Oberndorf, un village de Basse-Autriche, à la veille de Noël 1818,,,,. Le chant fut écrit par Joseph Mohr, curé d'Oberndorf, d'abord sous forme de poésie , et composé par l'organiste, Franz Xaver Gruber,,,,.
L'auteur et le compositeur ont interprété le chant lors de la messe de minuit,,: à cette occasion, Mohr s'est accompagné au chant avec une guitare (le morceau fut spécialement réarrangé),,, puisque l'orgue de l'église ne fonctionnait pas.
La popularité ultérieure de ce chant, en Autriche mais aussi en Allemagne, est due à un musicien de passage à Oberndorf qui trouva la partition deux ans après la composition.

## Noël dans la culture contemporaine autrichienne

### Radio
En Autriche, la veille de Noël, la station de radio nationale Ö3 diffuse traditionnellement des jingles et des chants de Noël, à partir de 16 heures.

## Aspects socio-économiques
En Autriche, les recettes commerciales liées aux vacances de Noël sont estimées en moyenne à 2 milliards d'euros, dont la moitié concerne l'achat de cadeaux.

## Galerie d'images

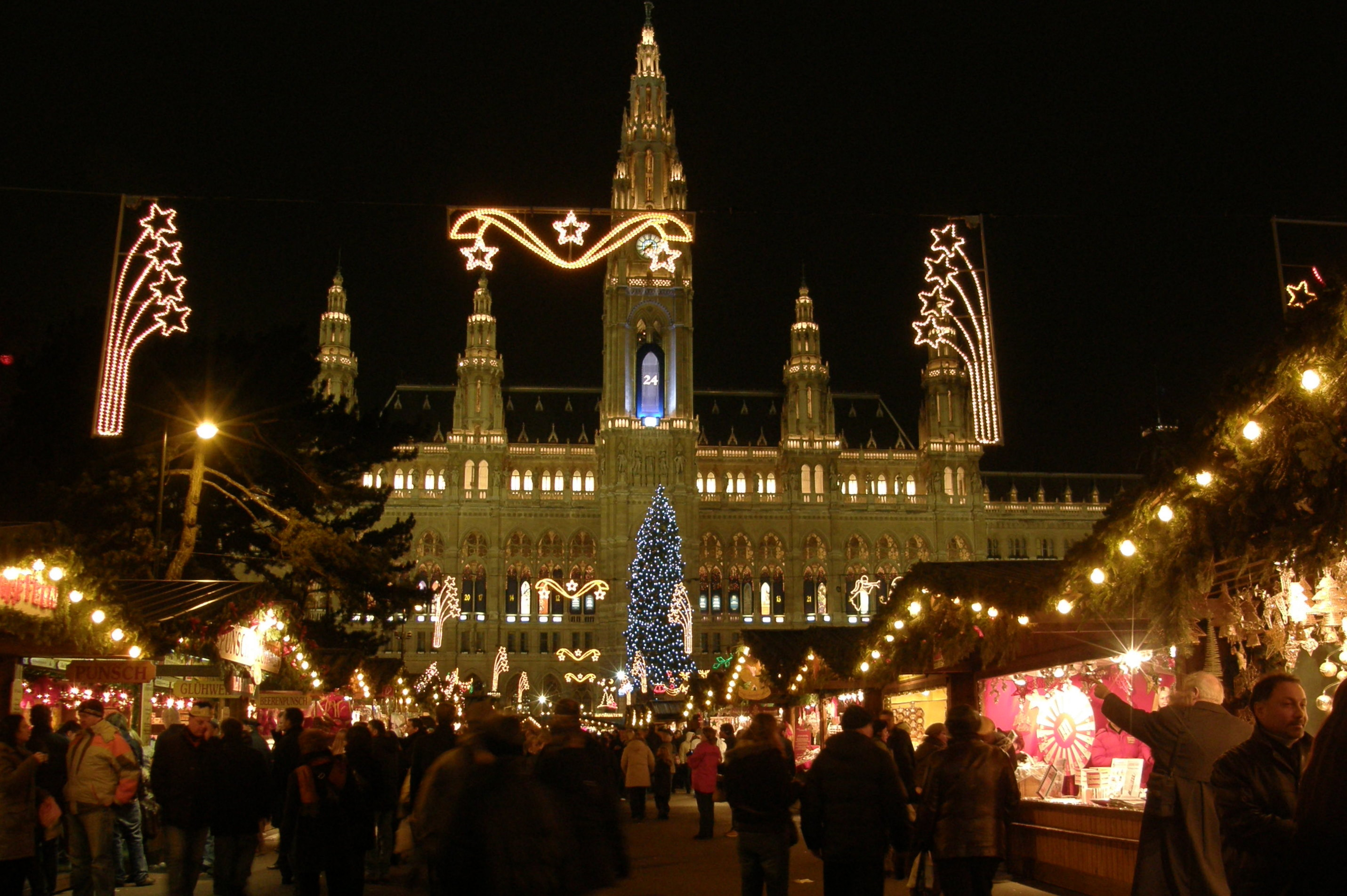
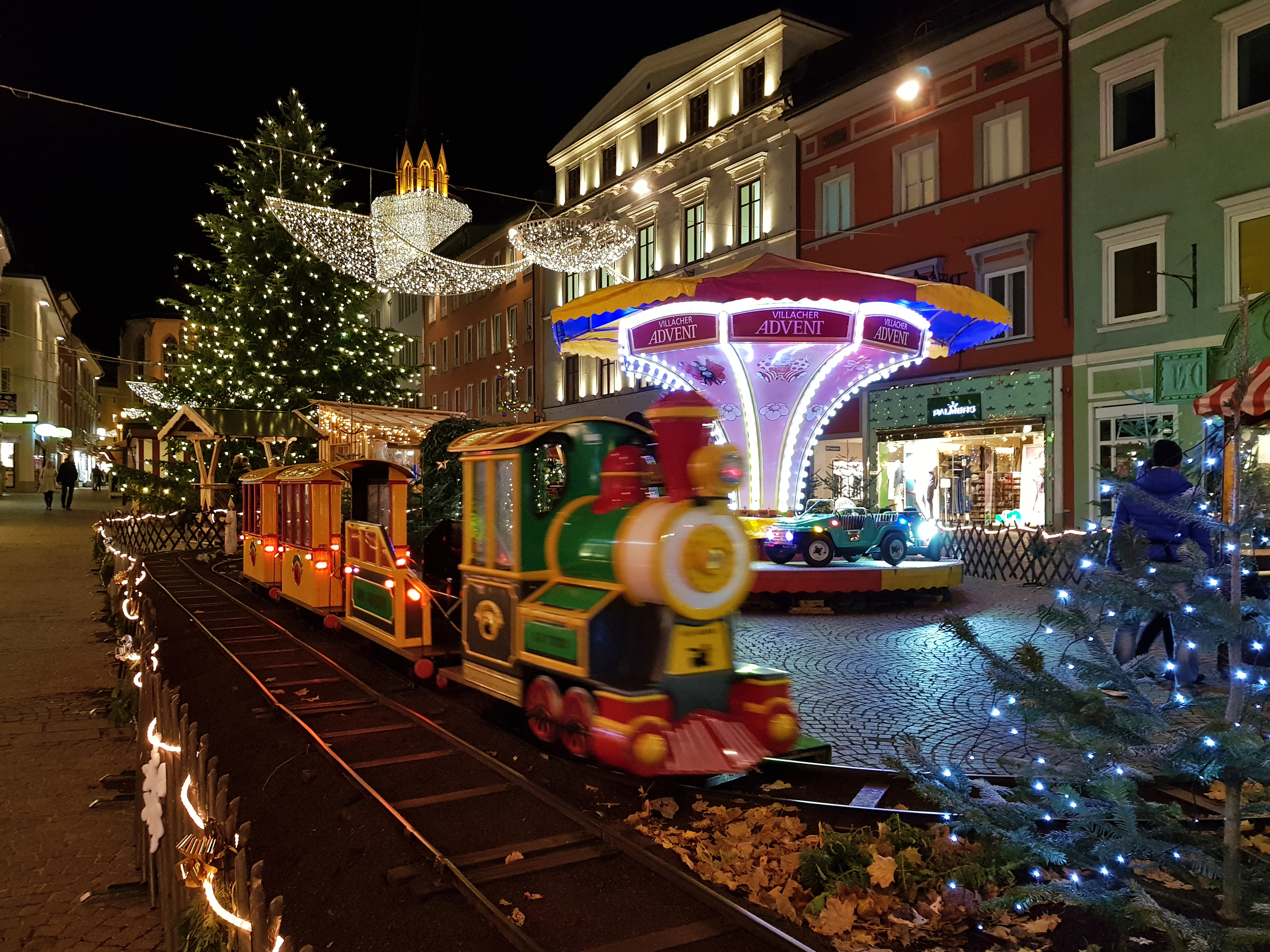
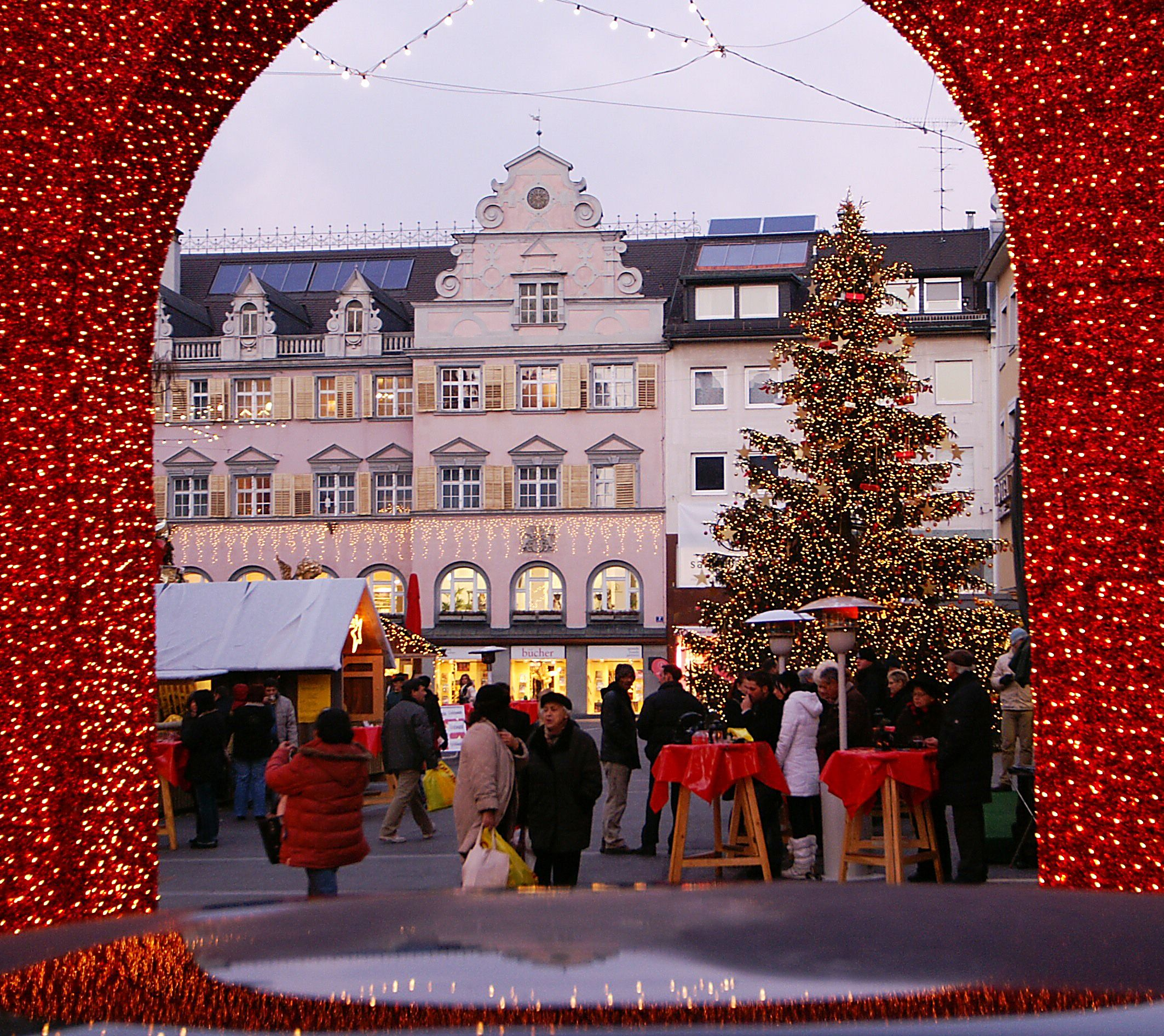
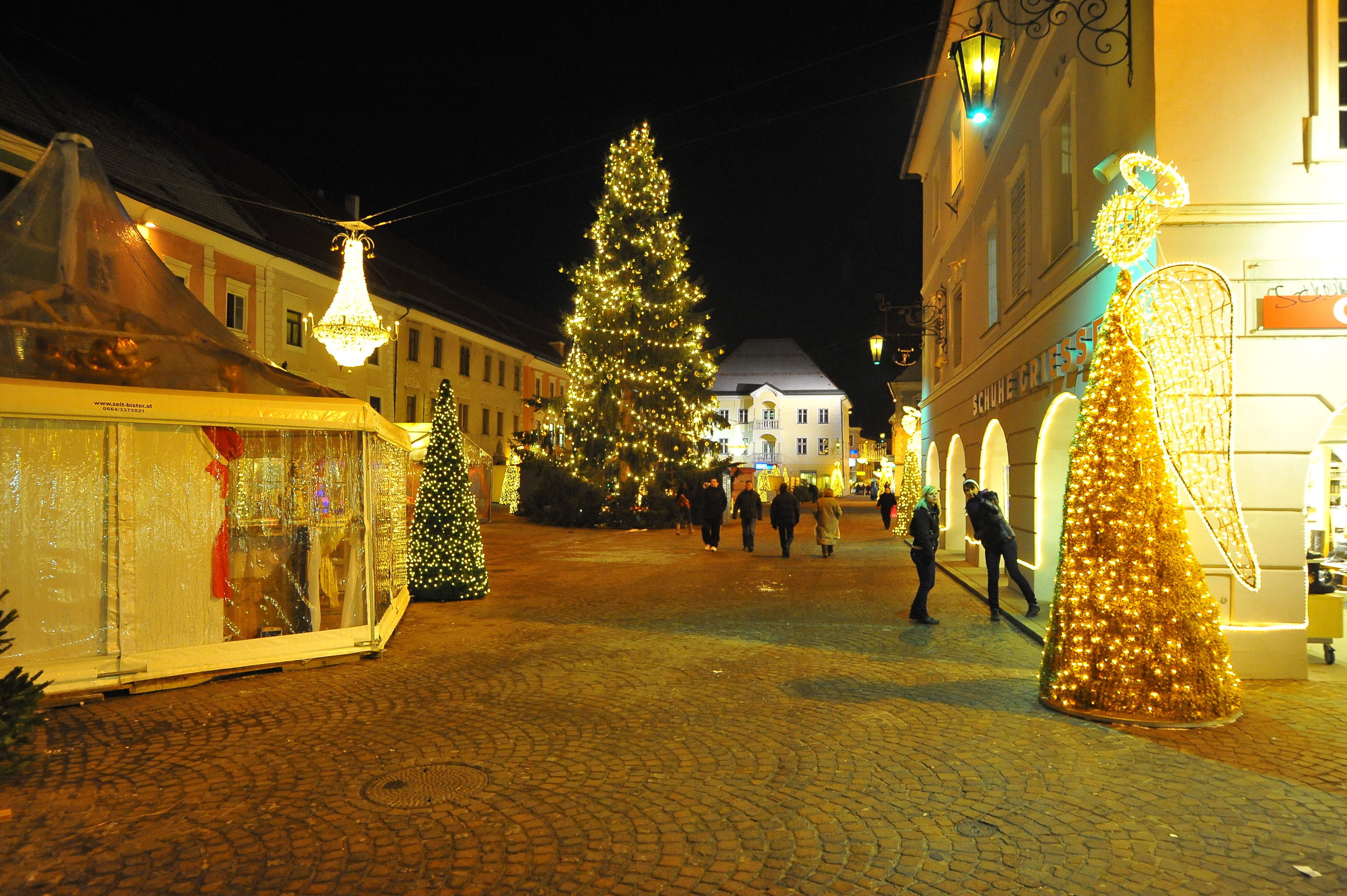

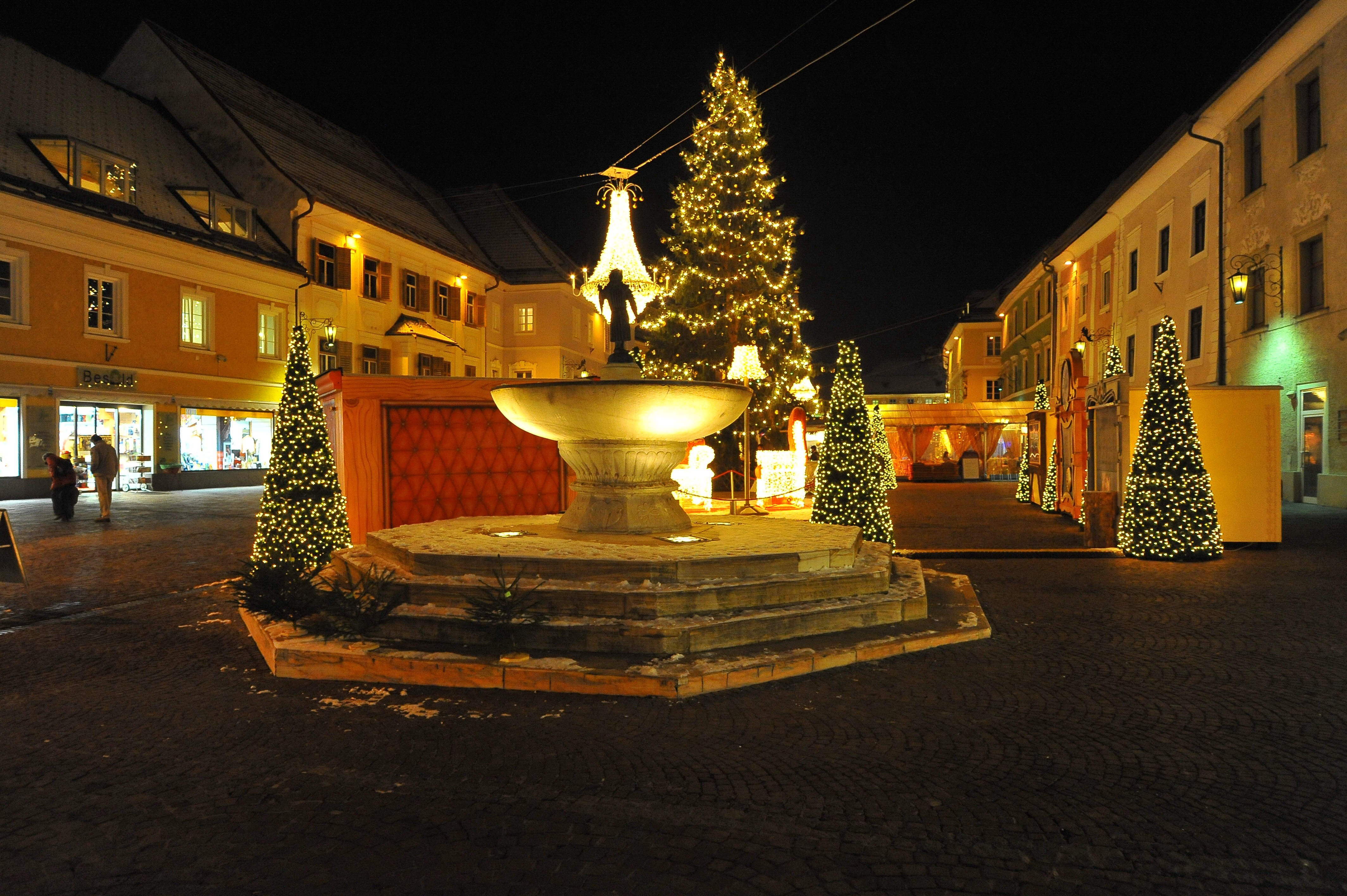
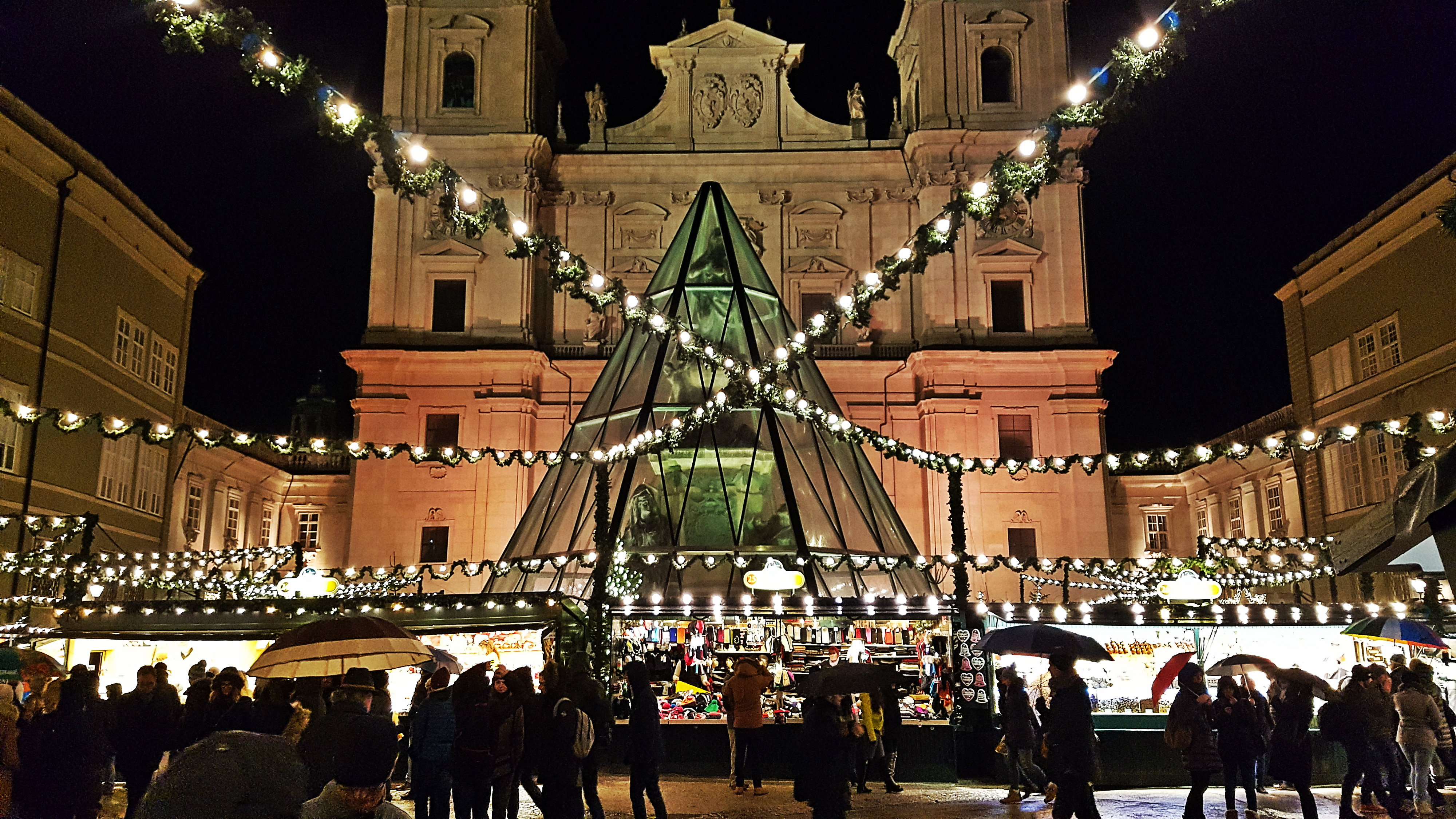
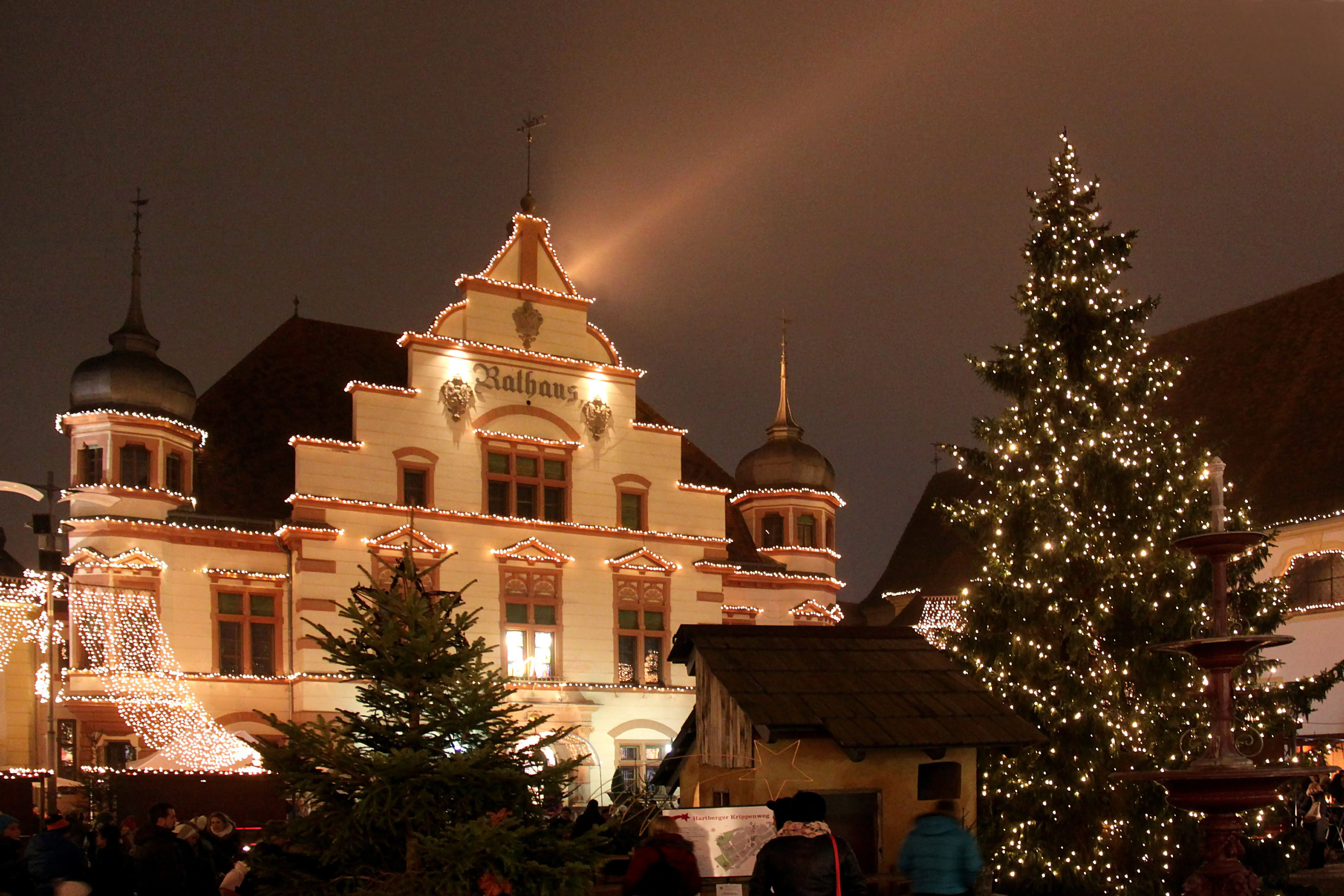
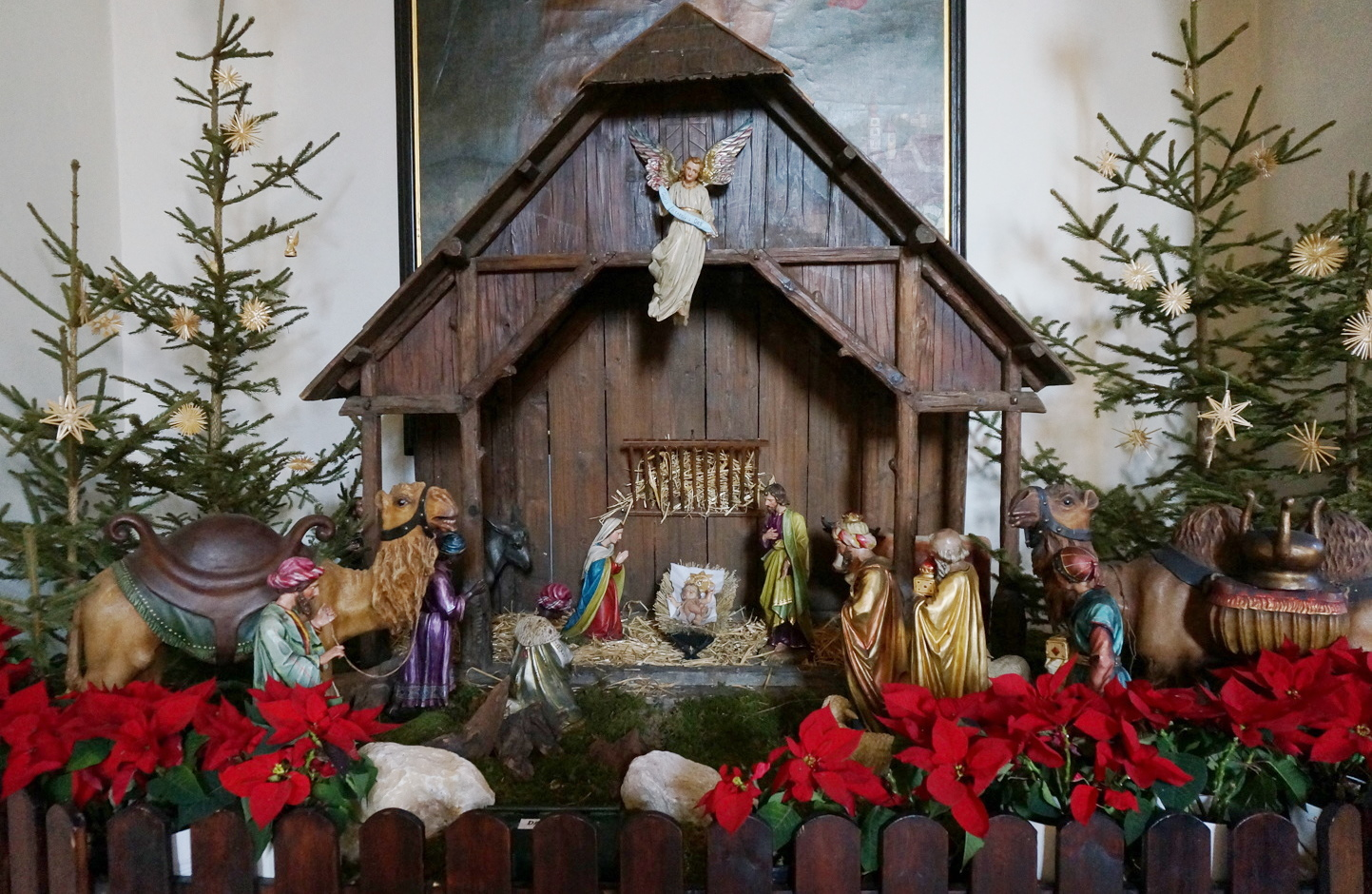

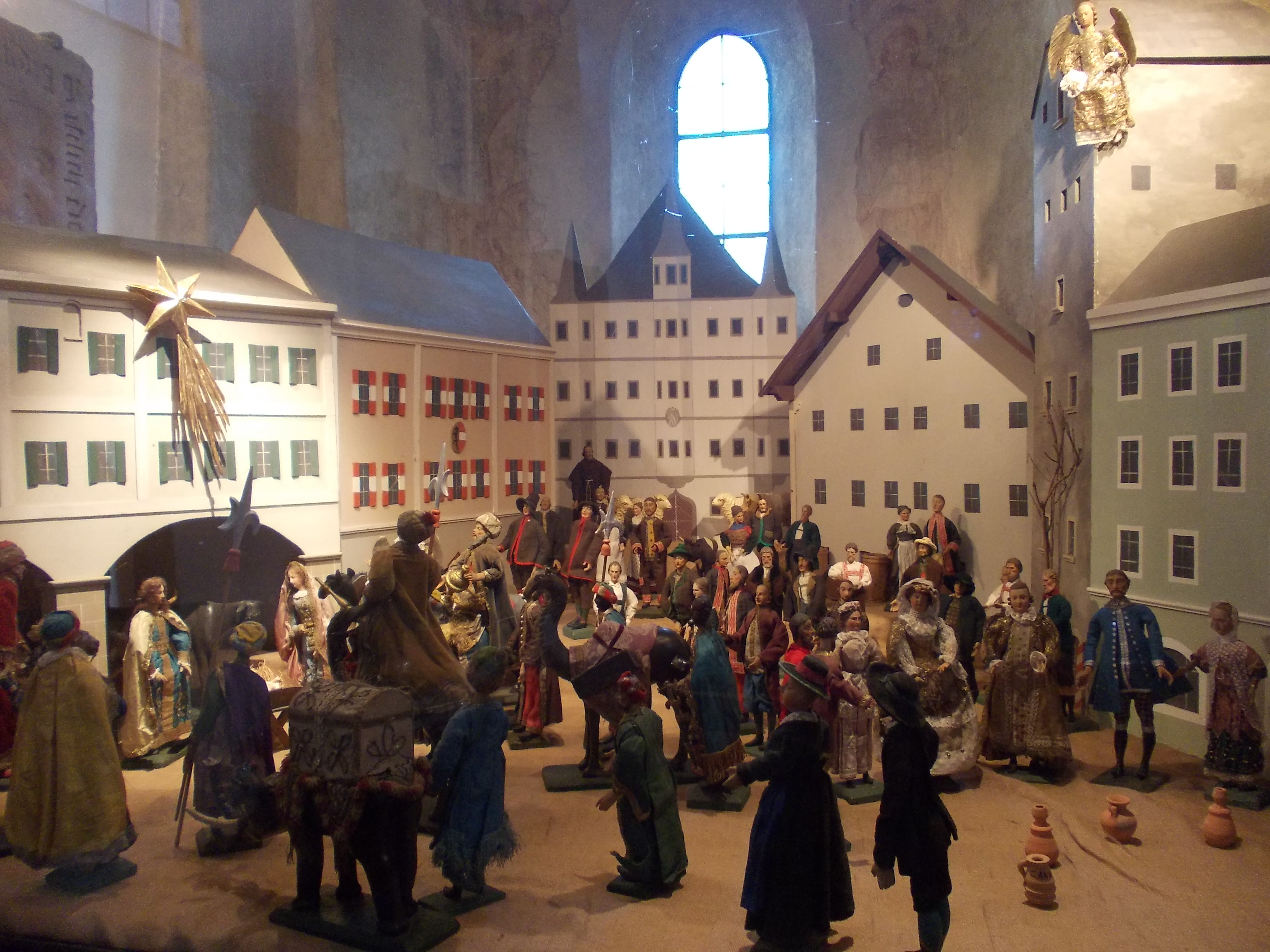
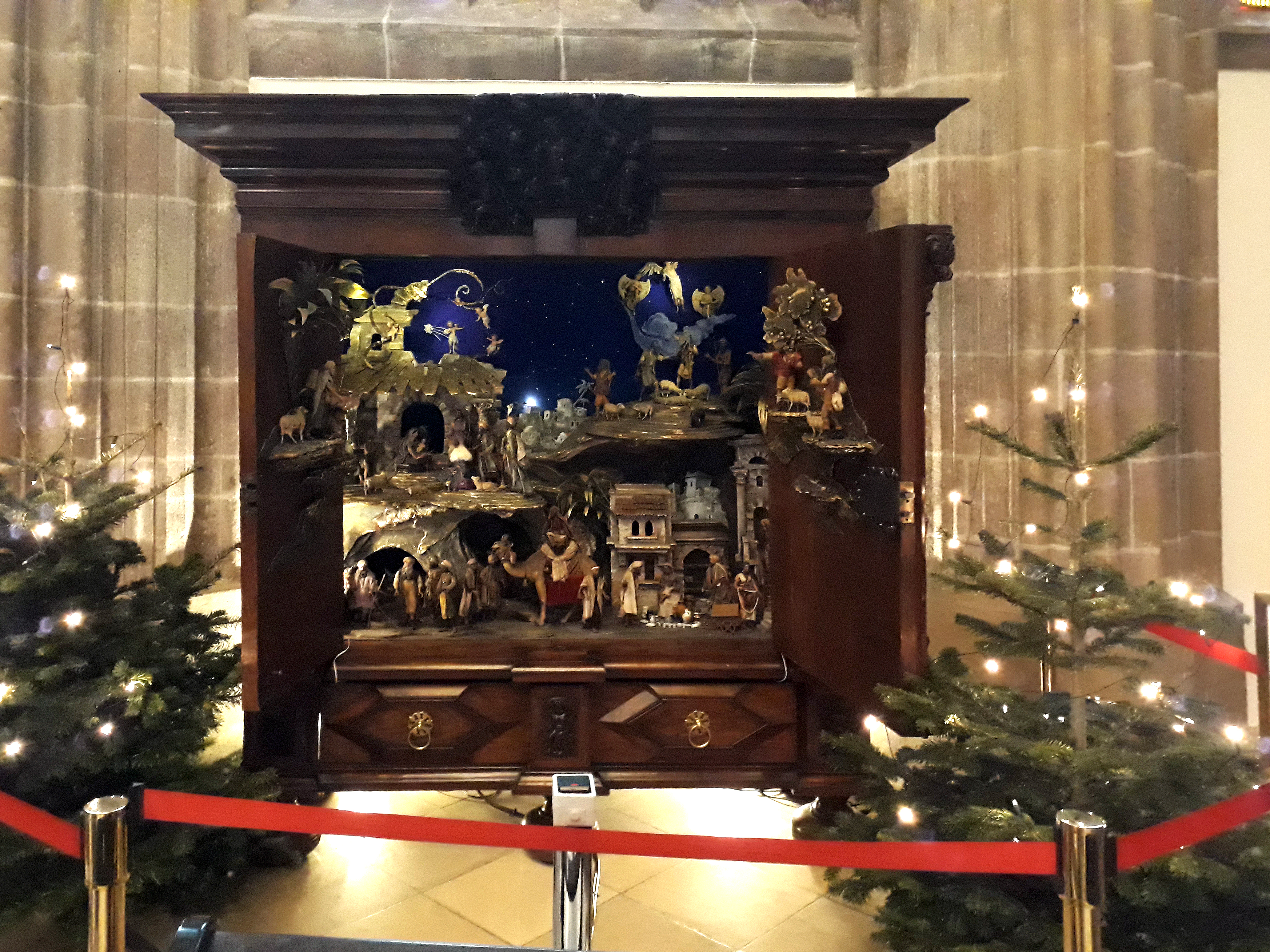
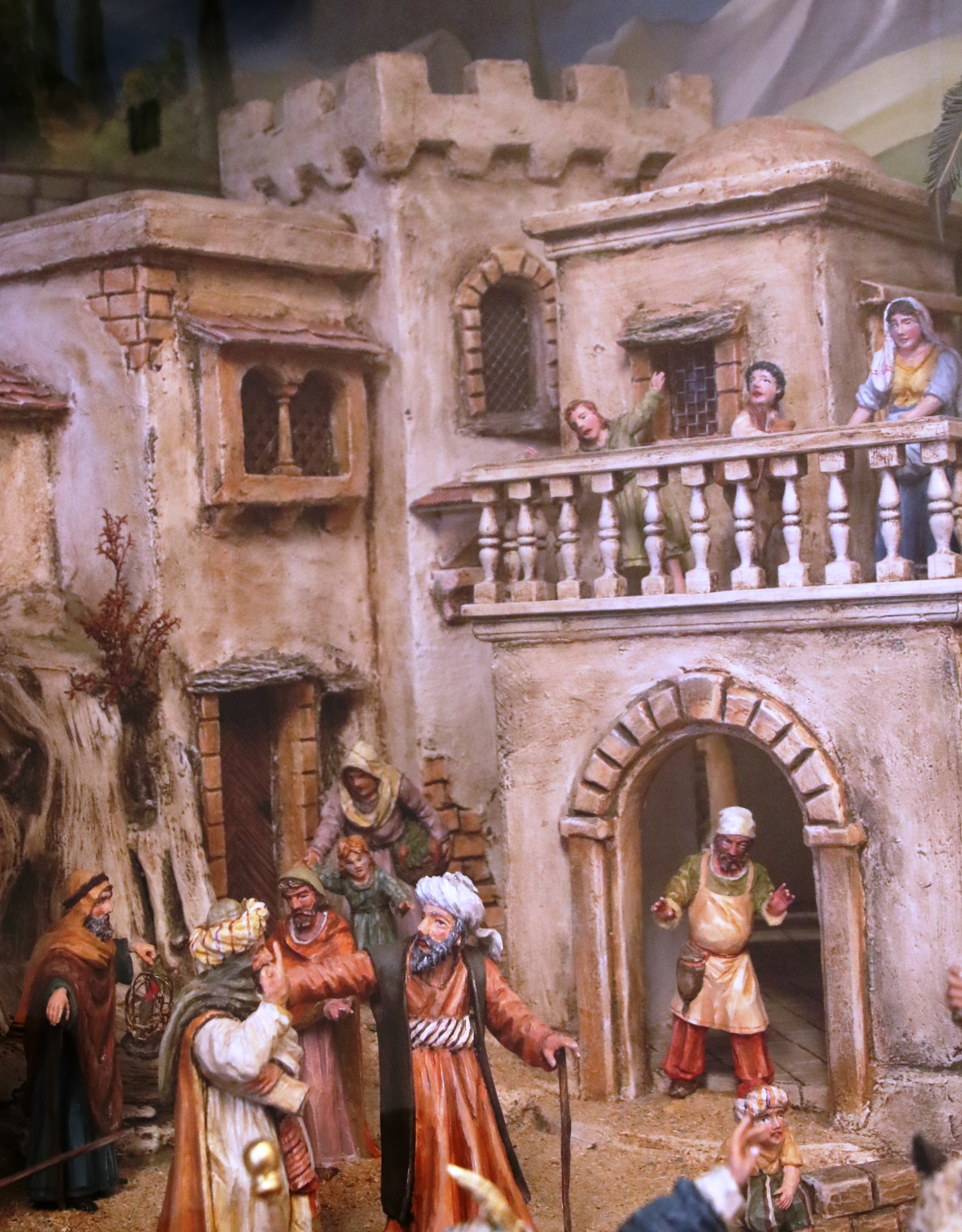
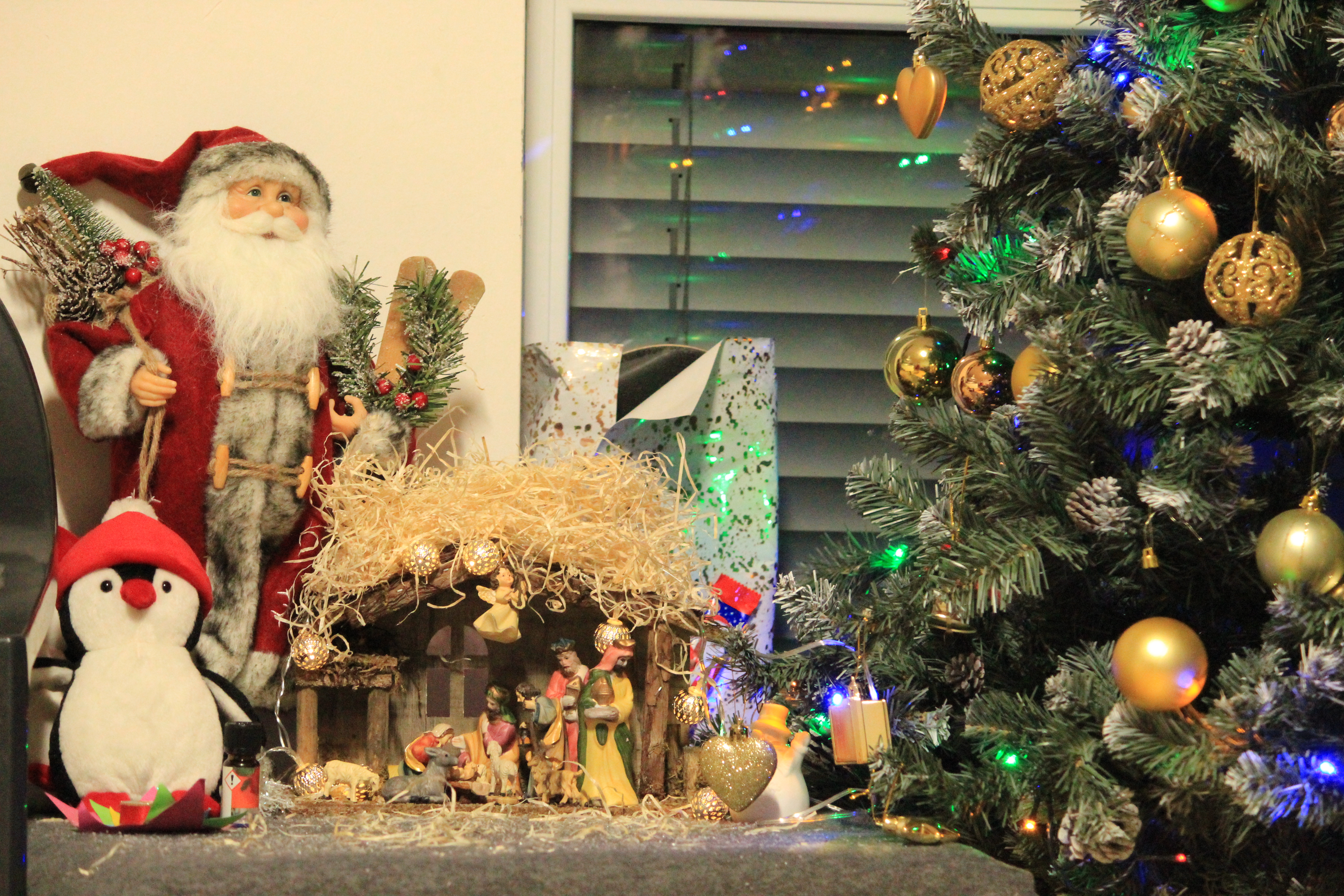